# Hochiss
Die Hochiss ist mit 2299 m ü. A. der höchste Berg im Rofan, einer Untergruppe der Brandenberger Alpen im österreichischen Bundesland Tirol. Seine nördliche Seite weist senkrechte, bis zu 350 Meter hohe Wände auf, durch die einige schwierige Kletterrouten führen, von Süden her ist die Hochiss jedoch leicht zu besteigen.

## Name
Der Bergname „Hochiss“ leitet sich vom mundartlichen Begriff der „Iss(e)“, einer Bezeichnung für einen Weideplatz oder eine Gebirgsweide, ab. „Iss(e)“ ist dabei ein häufiger Bestandteil von Flurnamen in der Region, insbesondere auch im Karwendel und den westlichen Kitzbüheler Alpen. Gelegentlich wird der alternative Name „Hochriss“ verwendet.

## Umgebung
Die Hochiss erhebt sich im südwestlichen Bereich des Rofans und bildet den höchsten Punkt des hier west-östlich verlaufenden Hauptkamms. Benachbarte Berge sind im Verlauf des Westgrats der 2243 Meter hohe Streichkopf, im Osten das Spieljoch mit 2236 Metern Höhe und, getrennt durch die Seekarlscharte, die 2261 Meter hohe Seekarlspitze. Nach Norden fällt das Gelände hinab zur Mahrentalalm (1277 m) und nach Südwesten zum Achensee. Nächstgelegener Ort ist im Süden Maurach am Achensee in etwa 4 Kilometer Luftlinie, gut 6 km im Norden liegt Steinberg am Rofan.

## Geologie
Der Untergrund des Rofans besteht aus dem harten Gestein Hauptdolomit, in den höheren Lagen geht er in leichter zu erodierenden Plattenkalk über. Der Rofan-Hauptkamm mit der Hochiss besteht aus hartem Oberrhätkalk des oberen Rhaetium, einer geologischen Stufe der Obertrias. Dieses schuppenförmige Gestein bildet die festen, bei Kletterern beliebten exponierten Nordwände der Rofangipfel. Bei der alpidischen Gebirgsbildung entstand durch Überschiebungen von Süden nach Norden die flachere Südseite des Hauptkamms.

## Touristische Erschließung
Da das Gebiet durch seinen fruchtbaren Boden schon früh besiedelt wurde und von Süden her die Berge leicht zu ersteigen sind, gibt es keine Überlieferungen zu Erstbesteigungen. Ein dichtes Wanderwegnetz führt durch das Rofangebirge und die Hochiss ist leicht von der Erfurter Hütte, auf 1831 Metern nördlich oberhalb von Maurach, aus zu erreichen. Der Normalweg (leichtester Anstieg) führt nördlich bis unterhalb des Gipfels und dann in einer Spitzkehre von Westen hinauf zum Gipfelkreuz.
Hans Dülfer und Hans Fiechtl waren die ersten Kletterer, die die Nordwand der Hochiss bestiegen, 1911 durchstiegen sie den heute so genannten Alten Weg mit dem Schwierigkeitsgrad UIAA IV-. Seit 1940 gibt es die Kögl-Schmid-Führe im UIAA-Grad VI- und seit 1996 die Route Das letzte Problem im UIAA-Grad VIII+, eröffnet von R. Moser und G. Gapp.
Seit 2010 führt eine Sektion des Achenseer 5-Gipfel-Klettersteiges im Schwierigkeitsgrad C/D durch die Südostflanke der Hochiss.